# Église wallonne de Delft
L'église wallonne de Delft - en néerlandais Waalse kerk ou Franse kerk - dans la ville de Delft, dans la province néerlandaise de Hollande méridionale, est une église monastique de l'ancien monastère Sainte-Agathe, aujourd'hui connu sous le nom de Prinsenhof. Elle est le lieu de culte de la communauté protestante francophone wallonne de Delft.

## Description
L'église possède un chœur à cinq pans et une tourelle élancée. Dans la partie ouest, sous la voûte en berceau, se trouvent des poteaux muraux avec des statues d'apôtres sculptées. Sur la façade ouest se trouve un cloître avec un étage, à côté duquel a été construite une tour d'escalier polygonale avec une flèche. Au nord du chœur se trouve la sacristie aux voûtes en étoile.

## Histoire

### Construction
L'histoire de la construction remonte au début des années 1400. La chapelle du monastère est construite entre 1430 et 1480, en ce qui concerne la partie située derrière l'orgue. L'actuel hall d'entrée du Prinsenhof est plus ancien, datant d'environ 1425.
Ce monastère obtint le droit de posséder sa propre chapelle et son cimetière en 1414. La première chapelle fut probablement construite cette année-là.

### Affectation au culte protestant auXVIesiècle
Lorsque le prince Guillaume d'Orange séjourne à Delft, il assiste régulièrement à un service religieux. Après sa mort, la chapelle fut mise à la disposition de la communauté réformée wallonne de Delft. Pierre Moreau y fut le premier pasteur en 1585. Au cours des décennies qui suivirent, plusieurs rénovations furent réalisées pour rendre la chapelle plus adaptée aux cultes protestants. Avec l'arrivée massive des huguenots au milieu du XVIIe siècle, l'église est agrandie et deux chapelles sont ajoutées. Ces chapelles sont démolies lors de la restauration de l'ensemble du complexe monastique entre 1940 et 1960. L'église wallonne a ainsi retrouvé sa forme d'église-halle d'origine.
En 1597, Manuel de Portugal, fils du prétendant Antoine de Portugal, détrôné par Philippe II, épouse la princesse Émilie de Nassau, fille de Guillaume d'Orange. Leur fils Emanuel Anton du Portugal, né à Delft en 1600, capitaine dans l'armée des États de Hollande et mort en 1666, est enterré dans cette église avec quatre de ses sœurs. Une belle pierre tombale avec les boucliers de Nassau et du Portugal est découverte au centre de l'église lors de la restauration en 1950.
La pierre tombale de Pierre Moreau, premier pasteur wallon de Delft, mort en 1600, est également retrouvée.

## Orgue
L'orgue Duyschot originel de 1699 est remplacé en 1869 par un orgue Bätz / Witte de CGF Witte.

Intérieur de l'église en 1965
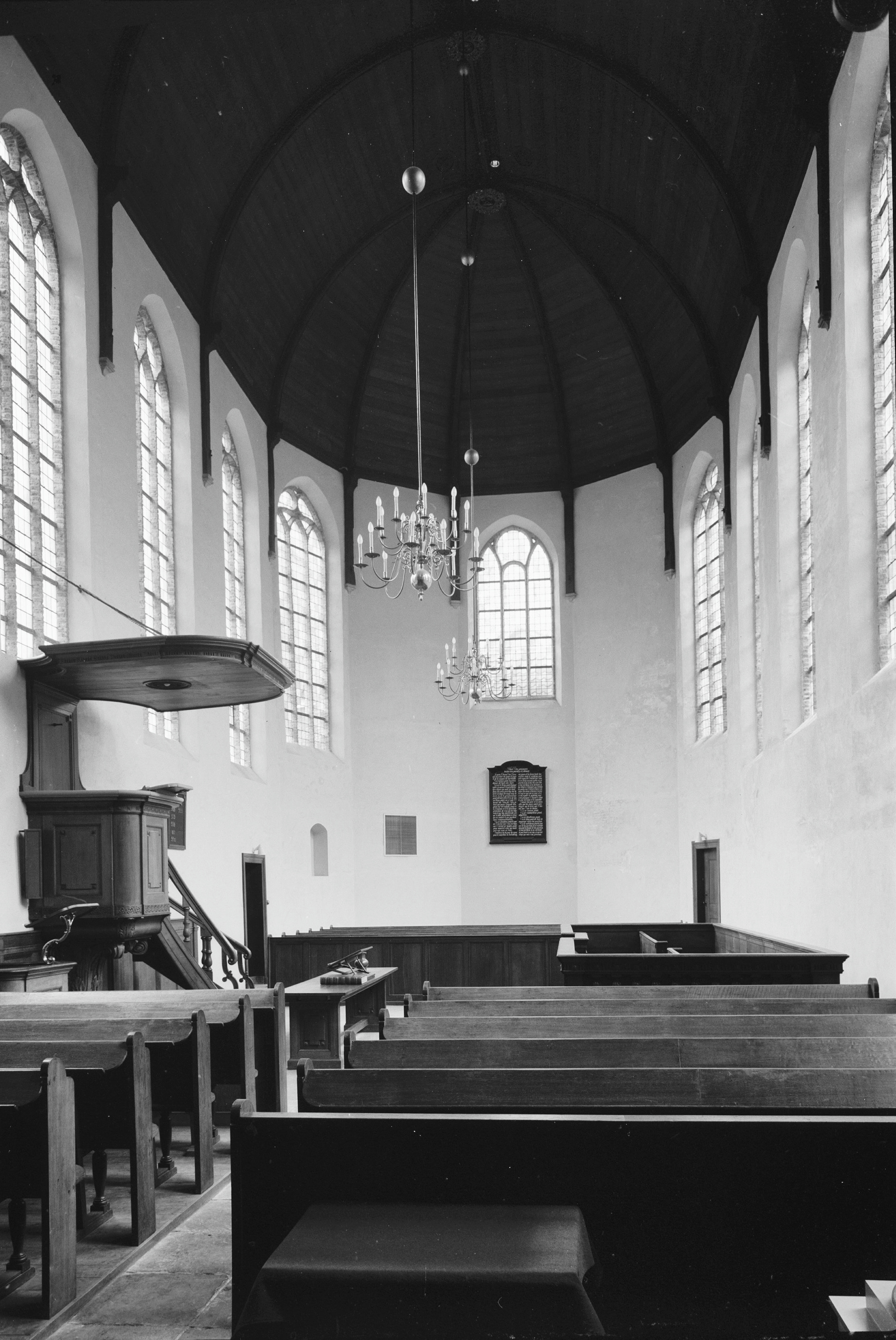
Vers le chœur.
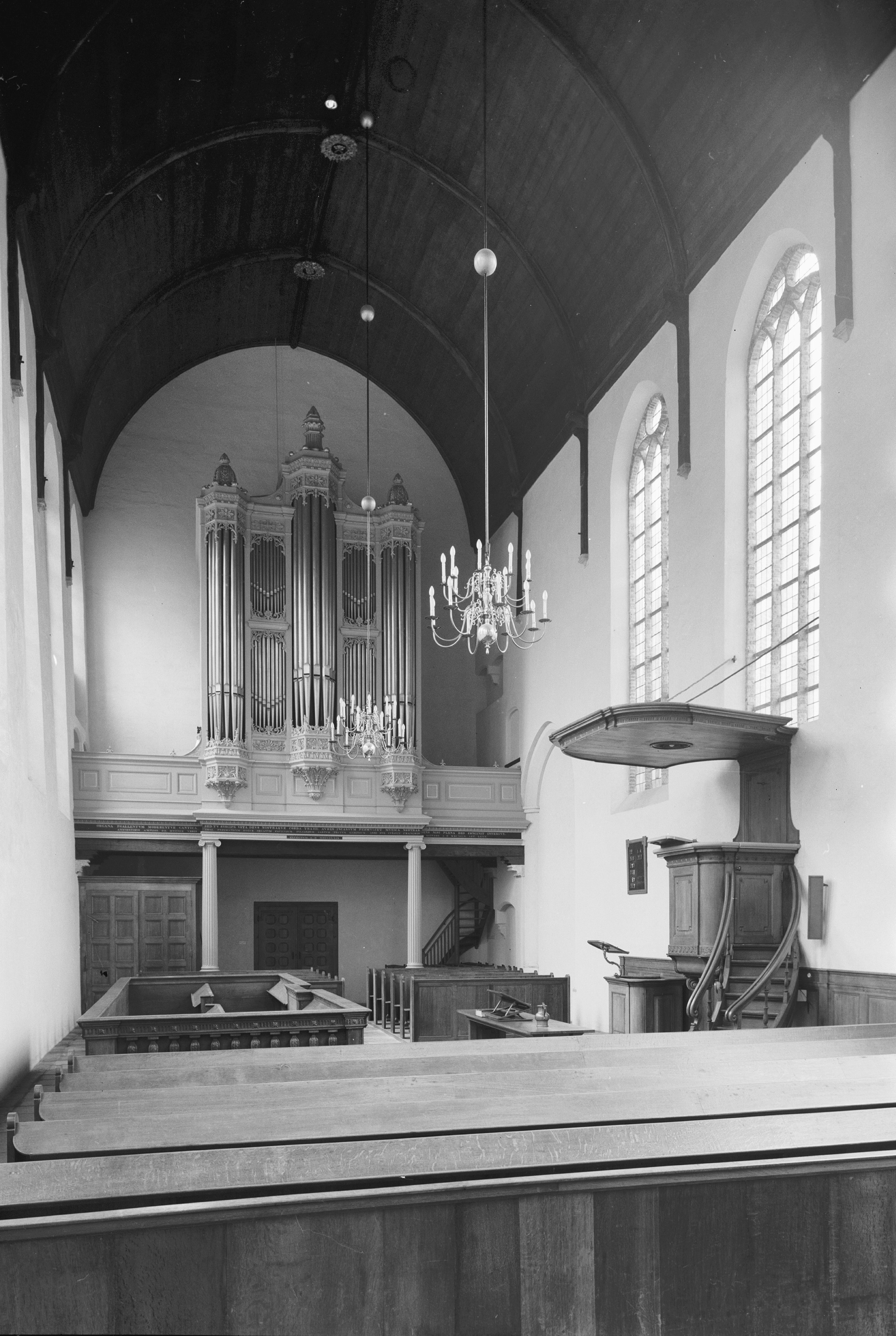
Vers l'orgue.